# 최우석 (야구 선수)
최우석(崔佑碩, 1993년 2월 6일 ~ )은 KBO 리그 전 한화 이글스의 투수이다.
그는 한국프로야구 최초의 스위치 투수이다.

## KBO 리그시절
장충고등학교를 졸업하고 2012년 3라운드 지명을 받아 한화 이글스에 입단했다. 중간계투로 등판했고, 2012년 5월 5일 대구 삼성전에서는 오승환을 상대로 대타 타석에 들어선 적도 있었으나, 3루수 앞 땅볼로 아웃되었다.
당시 방송인 변서은과 사귀고 있었는데, 2012년 8월에 결별하였고 이후 2군에서 불성실함을 이유로 2012년 8월 31일 한화 이글스에서 임의탈퇴 공시되었다.
이후 최익성이 운영하는 훈련장에서 복귀를 위해 개인 훈련에 매진하였으며, 정민철 코치도 그의 훈련을 지켜보았다.
김성근 감독이 부임한 후 2015년 한화 이글스의 스프링캠프에 합류하여 테스트를 받았고, 이후 임의탈퇴가 해제되어 한화 이글스에 복귀하였다.

### KBO 리그최초 스위치 투수
한화 이글스 스프링캠프에서 투구를 하는 도중 김성근 감독이 좌투로 던져보라는 요구를 통해 KBO 리그 최초 스위치 투수가 되었다. 최우석은 특별 제작된 스위치 투수 전용 글러브를 일본에서 들여왔다.
2015년까지는 한화 이글스 육성군(3군)에서 훈련 중이었으며, KBO에 등록된 공식 프로필 상으로는 우투우타다.

### 재탈단
2015년 한화 이글스 보류선수 명단에서 제외되었는데, 그 이유로는 허리 부상으로 알려져 있다.
구단 측에서 먼저 제외하겠다고 나선게 아니라, 본인이 먼저 제외해달라는 루머가 있다. 항간에는 더 이상 야구를 하지 않겠다고 엄포를 두고 탈단을 했다고 한다.

## 출신학교
- 중대초등학교
- 이수중학교
- 장충고등학교